# Katamala, Sira
Katamala là một làng thuộc tehsil Sira, huyện Tumkur, bang Karnataka, Ấn Độ.